# Нова (Можайський район)
Нова (рос. Новая) — село у Можайському районі Московської області Російської Федерації

## Розташування
Село Велике Новосуріно входить до складу міського поселення Можайськ, воно розташовано на захід від Можайська, березі річки Колоч. Найближчі населені пункти Гідровузол, Москворецька Слобода, Медико-інструментального заводу (селище), Зарічна Слобода. Найближча залізнична станція Можайськ.

## Населення
Станом на 2006 рік у селі проживало 77 осіб, а в 2010 — 101 особа.